# 362
El 362 fou un any de l'edat antiga iniciat en dimarts.

## Esdeveniments
- L'emperador Julià l'Apòstata accepta totes les religions als seus dominis[1]

## Naixements
- Emperador Xiaowu de Jin